# Xã Grant, Quận Carroll, Iowa
Xã Grant (tiếng Anh: Grant Township) là một xã thuộc quận Carroll, tiểu bang Iowa, Hoa Kỳ. Năm 2010, dân số của xã này là 488 người.